# Jan Jorna
Jan Jorna (Leeuwarderadeel, 20 juli 1854 – Idaarderadeel, 21 september 1927) was een Nederlands architect.

## Biografie
Jorna was zoon van Abe Floris Jorna en Baukje Jans Hoeben. Hij verhuisde in 1888 naar Roermond, waar hij in de leer ging bij Pierre Cuypers. Daarna vestigde hij zich als zelfstandig architect aan de Godsweerdersingel aldaar. Hij ontwierp veel woonhuizen in Roermond en daarbuiten en ook enkele kerken en kloosters. Daarnaast restaureerde hij de Kapel in 't Zand aan het einde van de Roermondse Kapellerlaan. In 1921 keerde hij weer terug naar Friesland, waar hij in 1927 ongehuwd overleed.

## Lijst van bouwwerken
- De lijst is nog niet compleet

| Bouw       | Naam                                                                              | Plaats   | Bijzonderheden                                                                                           | Afbeelding |
| ---------- | --------------------------------------------------------------------------------- | -------- | --- | ---------- |
| 1882-1890? | Camillianenklooster, Willem II-singel                                             | Roermond | Afgebroken                                                                                               |            |
| 1882       | Kloosterkapel Ongeschoeide Carmelitessen                                          | Roermond | Met Johannes Kayser                                                                                      |            |
| 1888       | Herenhuis Kapellerlaan 15                                                         | Roermond | |            |
| 1888       | Restauratie van en bouw toren Onze-Lieve-Vrouw Geboortekerk                       | Oostrum  | |            |
| 1889       | Gebouw Van Hooff Godsweerdersingel 35-49                                          | Roermond | |            |
| 1890       | Raadhuis                                                                          | Horst    | |            |
| 1890       | Lagere school "Klein College"                                                     | Roermond | |            |
| 1892       | Woonhuizen Lindanusstraat 4-8                                                     | Roermond | |            |
| 1892       | Woonhuis Grote Kerkstraat 27                                                      | Roermond | |            |
| 1892       | Kapel Ursulinenklooster                                                           | Eijsden  | |            |
| 1894       | Sint-Martinusklooster                                                             | Venlo    | |            |
| 1896       | Sint-Catharina en Luciakerk                                                       | Lemiers  | |            |
| 1901       | Gasthuis, later Sint-Antoniusziekenhuis, nog later Cultureel Centrum 't Gasthoes. | Horst    | Na een ingrijpende verbouwing in de periode 2018-2020, is alleen de volledige buitengevel nog origineel. |            |
| 1901-1904  | Herbouw Ursulinenklooster                                                         | Hamont   | Door brand verwoest 1956                                                                                 |            |
| 1908       | Camillianenkapel                                                                  | Vaals    | Tegenwoordig Museum Vaals                                                                                |            |